# Dia Internacional de l'Educació no Sexista

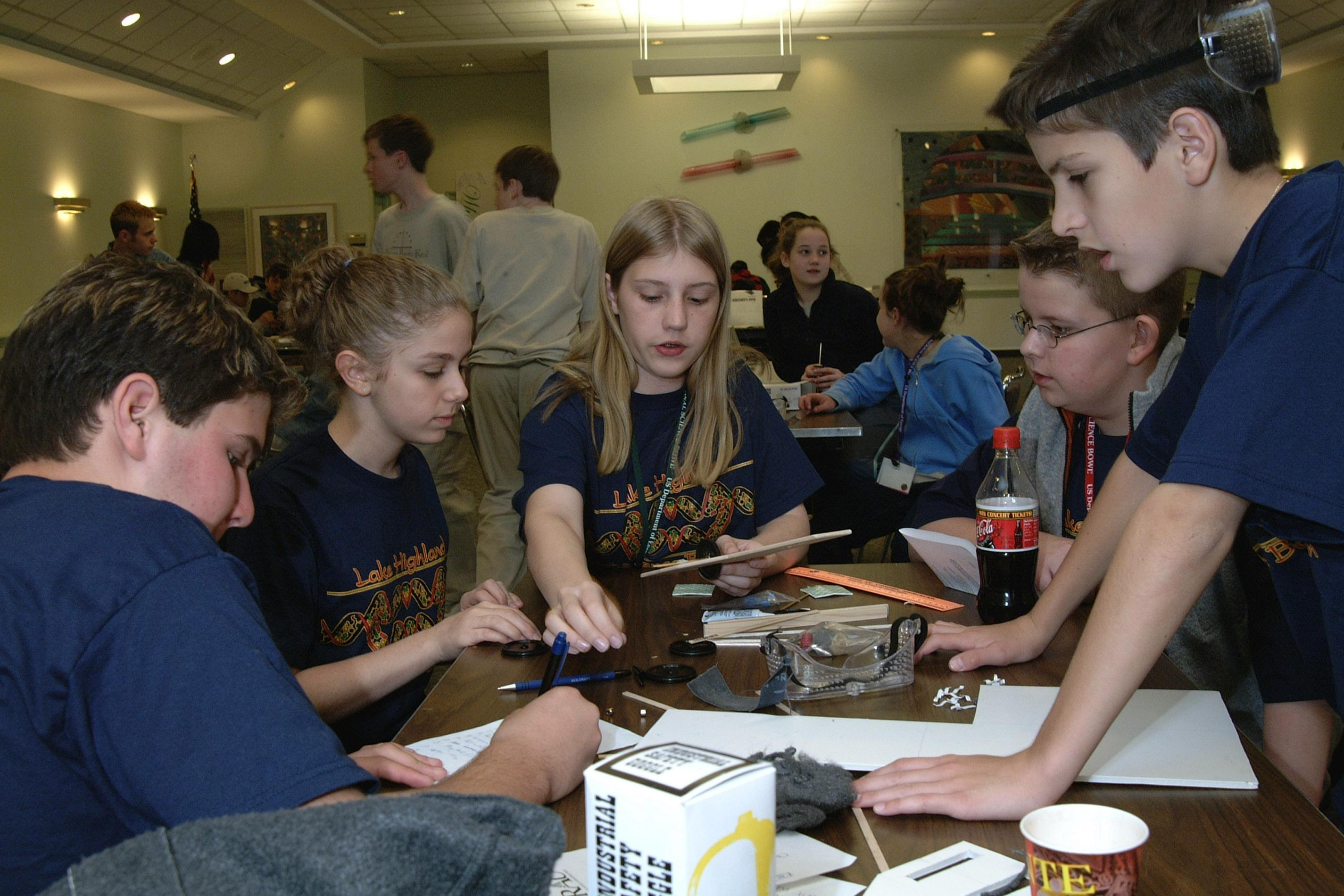
Nenes i nens fent ciència a l'escola.

El Dia Internacional de l'Educació no Sexista se celebra cada 21 de juny. Va ser declarat l'any 1990 al Paraguai, per la Red de Educación Popular entre Mujeres (REPEM). Els objectius d'aquesta declaració van ser: promoure el dret a l'educació de les dones, en particular dels sectors populars, a l'Amèrica Llatina i el Carib; fer via cap a una educació democràtica, respectuosa de la diversitat social, cultural, ètnica, racial, etària i de condició física; qüestionar estereotips i revertir pràctiques discriminatòries, tant en l'àmbit públic com privat. Així, en gairebé tots els països del món, i especialment a Amèrica Llatina, el 21 de juny s'organitzen jornades de reflexió sobre el sexisme en l'educació; amb la qual cosa, s'han multiplicat les iniciatives per promoure el dret de les dones a una educació igualitària, lliure d'estereotips i que no reforci la discriminació femenina en el món del treball, la família i/o els espais de poder.
Segons Carmen García Colmenares, el sexisme fa referència a aquelles actituds que afavoreixen i perpetuen la desigualtat i la jerarquització en el tracte que reben les persones i que es fa sobre la base de la diferenciació sexual. Contribuir a la generació d'espais que promoguin una cultura democràtica i inclusiva interpel·la els i les docents per tal de visibilitzar les pràctiques discriminatòries classistes, sexistes i racistes que encara perduren en les institucions, reflexionar-hi i proposar alternatives a aquestes lògiques hegemòniques.
Amb motiu d'aquesta diada, l'Institut Català de les Dones i el Departament d'Ensenyament de la Generalitat de Catalunya, anualment organitzen una jornada dedicada a posar en comú els aspectes més rellevants en l'avanç cap a la igualtat de gènere en l'educació, promoure l'intercanvi d'experiències coeducatives a tota la comunitat educativa i reflexionar sobre la fractura digital de gènere que existeix en l'àmbit de les tecnologies.